# Gąski (Ostrołęka)
Pour les articles homonymes, voir Gąski.
Gąski (prononciation : [ˈɡɔ̃ski]) est un village polonais de la gmina de Lelis dans le powiat d'Ostrołęka de la voïvodie de Mazovie dans le centre-est de la Pologne.
Il se situe à environ 10 kilomètres au nord-est de Lelis (siège de la gmina), un kilomètre au nord-est d'Ostrołęka (siège du powiat) et à 121 kilomètres au nord-est de Varsovie (capitale de la Pologne).

## Histoire
De 1975 à 1998, le village appartenait administrativement à la voïvodie d'Ostrołęka.